# Lubāna
Lubāna (németül: Lubahn) kisváros Lettországban, Vidzeme tájegységben, az Aiviekste folyó partján. A település 1992-ben kapott városi jogokat.